# Cantón de Coto Brus
Cantón de Coto Brus är en kanton i Costa Rica.   Den ligger i provinsen Puntarenas, i den sydöstra delen av landet, 170 km sydost om huvudstaden San José.